# 1894 في الولايات المتحدة
فيما يلي قوائم الأحداث التي وقعت خلال عام 1894 في الولايات المتحدة.

## سياسة

### انتهاء فترة المنصب
- 11 يناير – هوراس بويس حاكم أيوا [الإنجليزية]‏.
- 12 مارس – إدوارد دوغلاس وايت عضو مجلس الشيوخ الأمريكي.
- 1 ديسمبر – توماس جونز حاكم ألاباما [الإنجليزية]‏.

## ظهور
- 1 يناير – بيلبورد

## مواليد

### يناير
- 18 يناير – توتس موندت

### فبراير
- 1 فبراير – جون فورد مخرج أفلام أمريكي.
- 3 فبراير – نورمان روكويل رسام أمريكي.
- 8 فبراير – كينج فيدور
- 14 فبراير – جاك بيني
- 15 فبراير – بود جاميسون ممثل من الولايات المتحدة الأمريكية.
- 27 فبراير – رالف لنتون

### مارس
- 12 مارس – إدي تشاندلر ممثل من الولايات المتحدة الأمريكية.
- 24 مارس – رالف هامراس
- 25 مارس – ميلدريد ألين فيزيائية أمريكية.

### أبريل
- 4 أبريل – أشتون ديرهولت
- 7 أبريل – لويس بلاك هاميت كيميائي أمريكي.
- 15 أبريل – كارل كلاوسون إبلنغ عالم نبات أمريكي.
- 23 أبريل – فرانك بورزيج

### مايو
- 11 مايو – مارثا غراهام
- 20 مايو – إستل تايلور
- 26 مايو – نورما تالمادج
- 27 مايو – داشييل هاميت كاتب أمريكي.
- 31 مايو – فرد ألين

### يونيو
- 2 يونيو – بيل باتون ممثل أمريكي.
- 4 يونيو – بيغي بيرس ممثلة أمريكية.
- 6 يونيو – هاري جريب ملاكم من الولايات المتحدة الأمريكية.
- 13 يونيو – واتسون واشبورن لاعب كرة مضرب من الولايات المتحدة.
- 23 يونيو – ألفريد كينسي
- 28 يونيو – فرانسيس هنتر لاعب كرة مضرب من الولايات المتحدة.

### يوليو
- 2 يوليو – لويس ويليامز دوغلاس سياسي أمريكي.
- 9 يوليو – بيرسي سبنسر
- 10 يوليو – جيمي موشوغ ملحن أمريكي.
- 24 يوليو – كينيث كليبورن رويال سياسي أمريكي.
- 25 يوليو – والتر برينان ممثل أمريكي.
- 28 يوليو – ممفيس بال مور ملاكم من الولايات المتحدة الأمريكية.

### أغسطس
- 1 أغسطس – ستانلي بليستون ممثل من الولايات المتحدة الأمريكية.
- 10 أغسطس – إديث جونسون ممثلة من الولايات المتحدة الأمريكية.
- 19 أغسطس – هارفي بي دن

### سبتمبر
- 12 سبتمبر – بيلي جيلبرت 1894-1971 كوميدي أمريكي وممثل.
- 14 سبتمبر – مارغريت جيبسون
- 15 سبتمبر – روبرت وليامز ممثل أمريكي.
- 23 سبتمبر – بنيامين فيكتور كوهين محامي من الولايات المتحدة الأمريكية.
- 24 سبتمبر – بيلي بلتشر
- 26 سبتمبر – جلين هنتر ممثل أمريكي.

### أكتوبر
- 14 أكتوبر – إدوارد إستالن كامينجز شاعر أمريكي.
- 23 أكتوبر – آل مكوي ملاكم من الولايات المتحدة الأمريكية.

### نوفمبر
- 2 نوفمبر – بيل جونستون لاعب كرة مضرب أمريكي.
- 6 نوفمبر – أوبال كونز طيارة من الولايات المتحدة الأمريكية.
- 11 نوفمبر – بيفرلي باين ممثلة أمريكية.
- 23 نوفمبر – كين كريستي
- 24 نوفمبر – فيرن أندرا ممثلة ألمانية.
- 26 نوفمبر – نوربرت فينر رياضياتي أمريكي.
- 27 نوفمبر – كاثرين ميلهاوس
- 28 نوفمبر – هنري هازليت صحفي أمريكي.

### ديسمبر
- 6 ديسمبر – ماريون فانديرهوف لاعبة كرة مضرب أمريكية.
- 8 ديسمبر – إلزي سيغار
- 16 ديسمبر – رالف بروكتور مهندس من الولايات المتحدة الأمريكية.
- 17 ديسمبر – دايفيد باتلر
- 18 ديسمبر – بوبي باربر ممثل أمريكي.
- 27 ديسمبر – بول كوستيلو مُجدّف من الولايات المتحدة الأمريكية.

## وفيات

### مارس
- 14 مارس – جون طومسون فورد (مواليد 1829) مخرج مسرحي من الولايات المتحدة الأمريكية.

### مايو
- 23 مايو – بريان هوتون هودجسون (مواليد 1800)

### أغسطس
- 1 أغسطس – جوزيف هولت (مواليد 1807)
- 3 أغسطس – جورج إنس (مواليد 1825) رسام من الولايات المتحدة الأمريكية.
- 14 أغسطس – جون كوينسي آدامز الثاني (مواليد 1833) سياسي من الولايات المتحدة.
- 18 أغسطس – بيرتون جيم كوك (مواليد 1819) سياسي أمريكي.
- 27 أغسطس – تشارلز ويليام فورمان (مواليد 1821)

### سبتمبر
- 1 سبتمبر – صموئيل جوردن كيركوود (مواليد 1813) سياسي أمريكي.
- 5 سبتمبر – جورج ستونمان (مواليد 1822) سياسي أمريكي.

### أكتوبر
- 7 أكتوبر – أندرو جريج كورتين (مواليد 1817) سياسي أمريكي.
- 7 أكتوبر – أوليفر وندل هولمز (مواليد 1809)
- 21 أكتوبر – جوزيف دروست (مواليد 1821) سياسي أمريكي.

### نوفمبر
- 23 نوفمبر – ثاديوس موت (مواليد 1831) بحّار من الولايات المتحدة الأمريكية.
- 30 نوفمبر – جوزيف ايمرسون براون (مواليد 1821) سياسي أمريكي.

### ديسمبر
- 15 ديسمبر – أندي بوين (مواليد 1867) ملاكم من الولايات المتحدة الأمريكية.
- 17 ديسمبر – الياس سميث دنيس (مواليد 1812) سياسي أمريكي.